# Clytocerus haeselbarthi
Clytocerus haeselbarthi är en tvåvingeart som beskrevs av Wagner 1989. Clytocerus haeselbarthi ingår i släktet Clytocerus och familjen fjärilsmyggor. Inga underarter finns listade i Catalogue of Life.